# Sainte-Eugienne
Sainte-Eugienne est une ancienne commune française du département de la Manche et de la région Normandie, intégrée à Tirepied le 1er janvier 1973, elle-même intégrée à la commune nouvelle de Tirepied-sur-Sée le 1er janvier 2019. 

## Toponymie
Le nom de la localité est attesté sous les formes Sancte Eugenie en 1211 et Sancta Eugnenya en 1369 et 1370. 
Eugienne est une variante de Eugénie.
La paroisse était dédiée à Eugénie de Rome, vierge martyre du IIIe siècle.

## Histoire
La commune fusionne avec Tirepied le 1er janvier 1973 (arrêté du 20 octobre 1972).

## Administration
| Période | Période | Identité       | Étiquette | Qualité                                           |
| ------- | ------- | -------------- | --------- | ------------------------------------------------- |
| 1945    | 1956    | Louis Desfeux  |           |                                                   |
| 1956    | 1972    | Louis Lebreton |           | Agriculteur Maire-adjoint de Tirepied (1973 → ? ) |

## Démographie
| 1793 | 1800 | 1806 | 1821 | 1831 | 1836 | 1841 |
| ---- | ---- | ---- | ---- | ---- | ---- | ---- |
| 142  | 130  | 173  | 148  | 142  | 153  | 163  |

| 1846 | 1851 | 1856 | 1861 | 1866 | 1872 | 1876 |
| ---- | ---- | ---- | ---- | ---- | ---- | ---- |
| 172  | 146  | 142  | 139  | 122  | 116  | 126  |

| 1881 | 1886 | 1891 | 1896 | 1901 | 1906 | 1911 |
| ---- | ---- | ---- | ---- | ---- | ---- | ---- |
| 104  | 96   | 93   | 104  | 95   | 82   | 73   |

| 1921 | 1926 | 1931 | 1936 | 1946 | 1954 | 1962 |
| ---- | ---- | ---- | ---- | ---- | ---- | ---- |
| 73   | 78   | 69   | 65   | 82   | 71   | 61   |

## Lieux et monuments

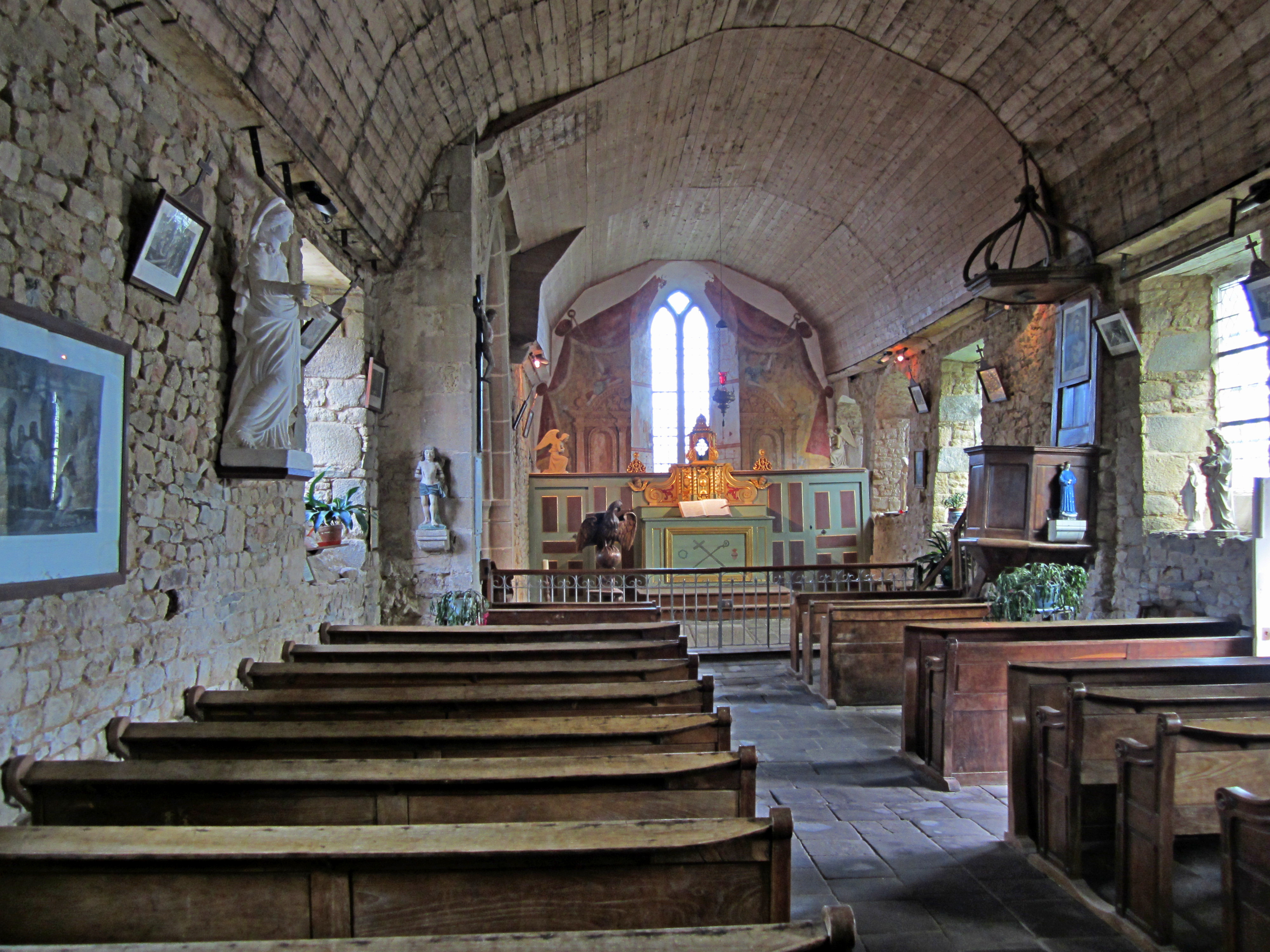
La nef.

- Église Sainte-Eugénie (XIVe, XVe – XVIIe siècles), d'origine romane, remaniée. Elle abrite trois statues : sainte Eugienne du XVIIe, saint François d'Assise du XVIe, Vierge à l'Enfant du XVe et une cloche dite Louise-Victoire baptisée en 1789, portant inscription, œuvres classées au titre objet aux monuments historiques[6], ainsi qu'une table d'autel du XIIIe, un aigle lutrin du XVIIIe, des fresques murales du XVIIe et XVIIIe, une statue de saint Éloi[3].
- Croix de cimetière du XVIIe siècle ornée d'une fleur de lys.

Pour mémoire
- Ancien prieuré Sainte-Marie de Saultbesnon tombé en ruine au début du XIXe siècle. En 1210, Geoffroy de la Champagne le donna à l'abbaye de Sainte-Croix-de-Saint-Lô[3].